# 厄立特里亚历史
厄立特里亚是一个古老的名字，与古希腊的Erythraia，Ἐρυθραία有关，来源于拉丁文的Erythræa。这个名字与红海有关，因为那时被称为“the Erythræan Sea”，来自于希腊语“红”的意思。意大利在19世纪于阿斯马拉附近建立了厄尔特里亚殖民地。第二次世界大战后，厄立特里亚被并入埃塞俄比亚。1991年厄立特里亚人民解放阵线（Eritrean People's Liberation Front）击败埃塞俄比亚政府军，于1993年5月24日宣布独立。

## 史前
1999年，由厄立特里亚，加拿大，美国，荷兰和法国的科学家组成的厄立特里亚研究项目组发现，在祖拉南湾马萨瓦沿红海海岸附近，用石和黑曜石工具的使用可追溯超过125000年前（从旧石器时代开始）。这些工具被认为由早期人类用来收获蛤、牡蛎等海洋生物资源。 此外，它被认为在达纳基勒洼地的厄立特里亚部分中是在人类进化的主要参与者，并可能“记载整个直立人到现代人类的进化过渡”。

### 早期历史
厄立特里亚历史是非洲大陆上最古老文明的摇篮之一，和曾經一度統一的埃塞俄比亞與埃及和蘇丹，開創了非洲古代文明。
约公元前8世纪，在厄立特里亚和埃塞俄比亚北部，一个被称为Dʿmt的王国成立。

## 阿克苏姆王国
在公元1世纪，一个可以证实并且具有强大国力的王国是在今厄立特里亚和埃塞俄比亚北部的阿克苏姆王国。

## 中世纪历史
在公元7世纪兴起的伊斯兰教影响下，阿克苏姆的国力开始下降，王国开始显得孤立。
该地的伊斯兰化始于1557年，奥斯曼帝国苏丹苏莱曼大帝派兵占领马萨瓦港，后将这一地区交给下属的埃及总督管理，奥斯曼帝国在北部沿海地区保持了近三百年的统治。
同时中南部在阿比西尼亚的地方藩属梅德利巴赫里（Medri Bahri）的管辖下，保持着埃塞俄比亚正教文化传统，梅德利巴赫里在提格雷尼亚语中的含义是“海洋之地”。

## 意大利殖民

### 意大利占领马萨瓦和殖民活动

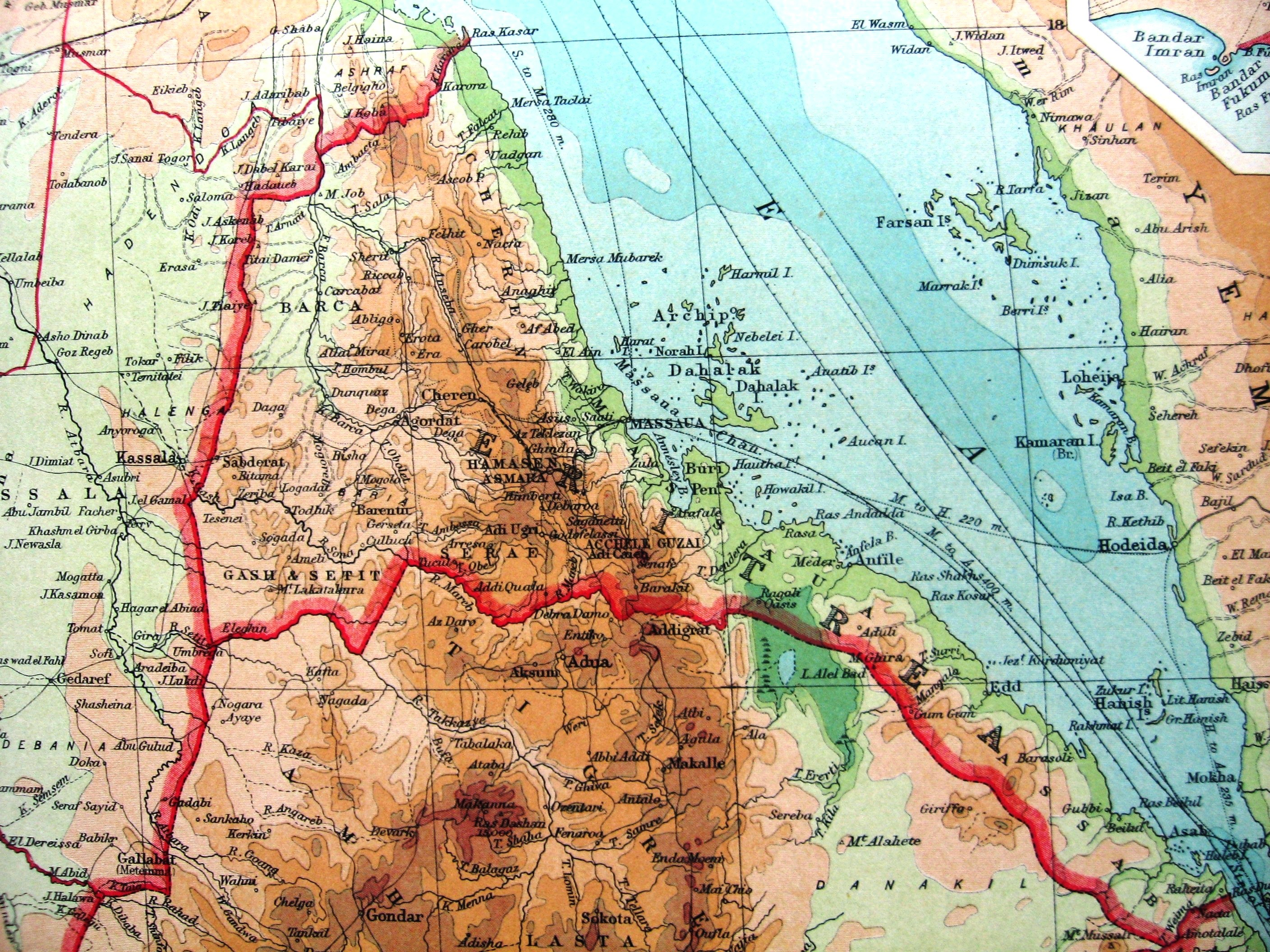
意属厄立特里亚殖民地

现今厄立特里亚的边界是在瓜分非洲时期建立。在1869年或1870年，当时统治吉布提附近地区的拉海達酋长将环阿萨布海湾出售给意大利人拉斐尔·鲁巴蒂诺的船运公司。这一地区沿着新竣工苏伊士运河所建立的航道，成为一个装煤站。这里曾经是奥斯曼帝国中以埃及为中心的哈贝什省的一部分。第一波意大利移民于1880年抵达。
厄立特里亚其余的地区在埃皇帝孟尼利克二世時為義大利所佔領，並在1889年《武恰萊條約》後成為義大利的殖民地。

### 殖民地的发展
行政中心阿斯马拉由大量意大利社团殖民。整个城市具有意大利特征。法西斯意大利兼并埃塞俄比亚後，还将一些提格利尼亞人地区划入厄立特里亚。

## 英国管理和联邦制
1941年英军占领整个意属东非，开始管理厄立特里亚，作为战争赔偿拆除了一部分基础设施运往其他英国殖民地，对于厄立特里亚的前途英国提出按宗教分治，分别并入苏丹和埃塞俄比亚，但未能被苏联等国支持，最后在美国等国的支持下，亲埃塞俄比亚的势力战胜了穆斯林独立派。

## 独立战争
第二次世界大戰後在聯合國的同意之下，1952年與埃塞俄比亚共同組成聯邦。厄立特里亚组成地方政府。
1958年，逃亡国外的一部分原厄联邦政府官员成立了“厄立特里亚解放运动”。 　　
1961年后，厄立特里亚人民先后成立了厄立特里亚解放陣線（厄解阵）、厄立特里亚人民解放阵线（厄人阵）等反对埃塞俄比亚统治的组织，以武力爭取厄立特里亚脫離埃塞俄比亞。
1962年，埃塞俄比亚皇帝海尔·塞拉西一世强制取消联邦制，将厄立特里亚合并为埃塞俄比亚的一个省。由于1962年的强行兼并，独立战争规模急剧扩大。
「厄立特里亚人民解放陣線」在1970年代自「厄立特里亚解放陣線」分裂出來，逐漸取代後者成為埃塞俄比亞境內的主要厄立特里亚叛軍。

## 20世纪90年代起
1991年5月，厄人阵与埃塞俄比亚人民革命民主阵线并肩作战，推翻门格斯图政权，解放厄立特里亚全境，成立厄立特里亚临时政府。随即同埃塞俄比亚过渡政府达成协议，厄立特里亚于两年内举行全民公决，决定厄立特里亚的独立问题。 　　

### 过渡时期的厄立特里亚
1993年4月23～25日，厄立特里亚在聯合國的斡旋與監督之下舉行了公民投票，結果以99.8%贊成通過脫離埃塞俄比亚，並於同年5月24日宣佈獨立。

### 持续边境冲突
1993年，伊萨亚斯·阿费沃尔基担任总统至今。厄立特里亚和埃塞俄比亚持续发生边境冲突，即埃塞俄比亚厄立特里亚战争。
2010年代起，虽然双方和解，但地区局势又因厄立特里亚卷入提格雷战争而恶化。